# Dmitri Karbanenko
Dmitri Karbanenko (Kaliningrado, Rusia, 19 de julio de 1973) es un gimnasta artístico francés de origen ruso, subcampeón del mundo en 1997 en la prueba de suelo.

## 1997
En el Mundial celebrado en Lausana (Suiza) gana la plata en el ejercicio de suelo, tras el ruso Alexei Nemov (oro) y por delante del chino Li Xiaopeng (bronce).